# Kamsari Salam
Kamsari Salam (nascido em 10 de janeiro de 1941) é um ex-ciclista malaio. Representou seu país, Malásia, na prova de perseguição por equipes de 4 km em pista nos Jogos Olímpicos de Verão de 1964 – não conseguiu completar a corrida.